# Otacili Cras
Otacili Cras (en llatí Otacilius Crassus) va ser un militar romà del segle i aC. Formava part de la gens Otacília, una gens romana d'origen plebeu.
Era oficial de Gneu Pompeu i tenia el comandament de la guarnició de Lissus a Il·líria, on cruelment va assassinar 220 soldats de Juli Cèsar que s'havien rendit sota promesa de veure les seves vides respectades.
Una mica després va abandonar Lissus i es va reunir amb la resta de l'exèrcit de Pompeu.